# Platypalpus bivittatus
Platypalpus bivittatus är en tvåvingeart som först beskrevs av Macquart 1827.  Platypalpus bivittatus ingår i släktet Platypalpus och familjen puckeldansflugor.
Artens utbredningsområde är Frankrike. Inga underarter finns listade i Catalogue of Life.